# 施泰因富特河
施泰因富特河是德國的河流，流經北萊茵-威斯特法倫，河道全長46.4公里，流域面積204.55平方公里，發源自明斯特以西21公里，最終注入費希特河。
52°07′N 7°21′E / 52.117°N 7.350°E